# Neivamyrmex goeldii
Neivamyrmex goeldii är en myrart som först beskrevs av Auguste-Henri Forel 1901.  Neivamyrmex goeldii ingår i släktet Neivamyrmex och familjen myror. Inga underarter finns listade i Catalogue of Life.

## Bildgalleri

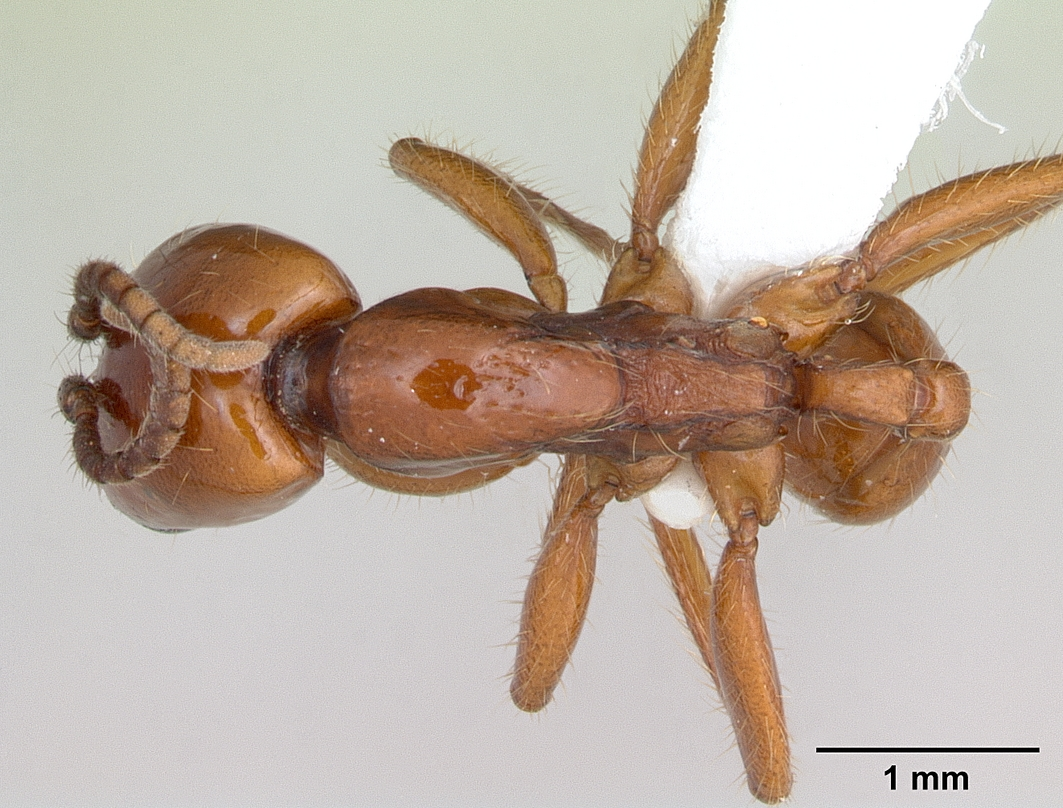
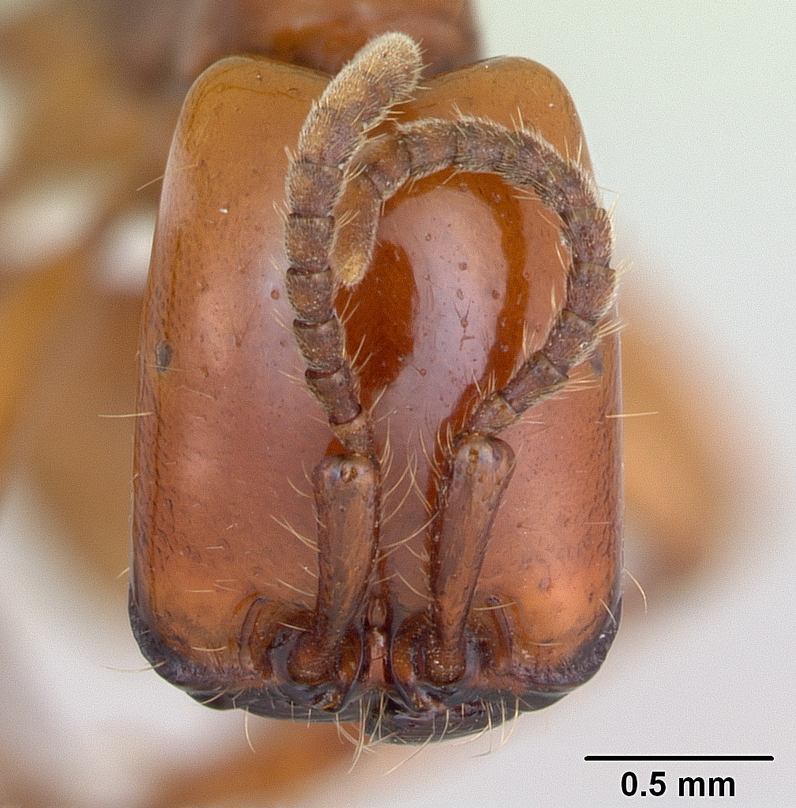
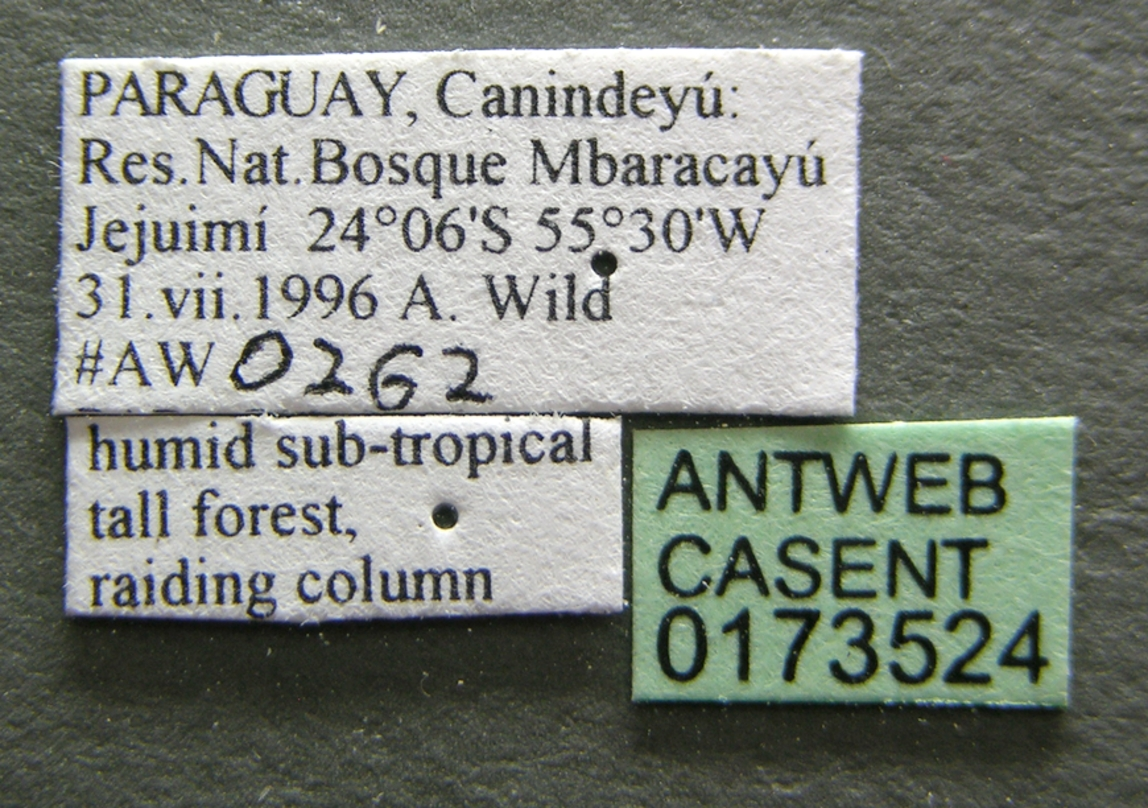
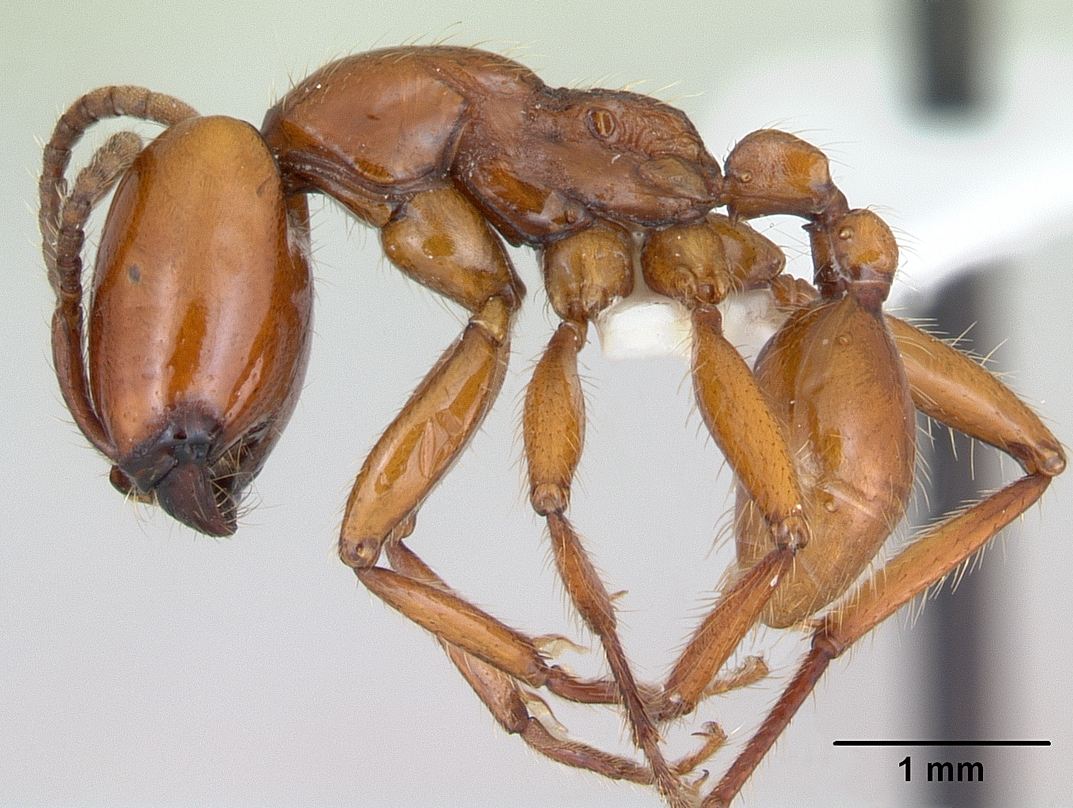
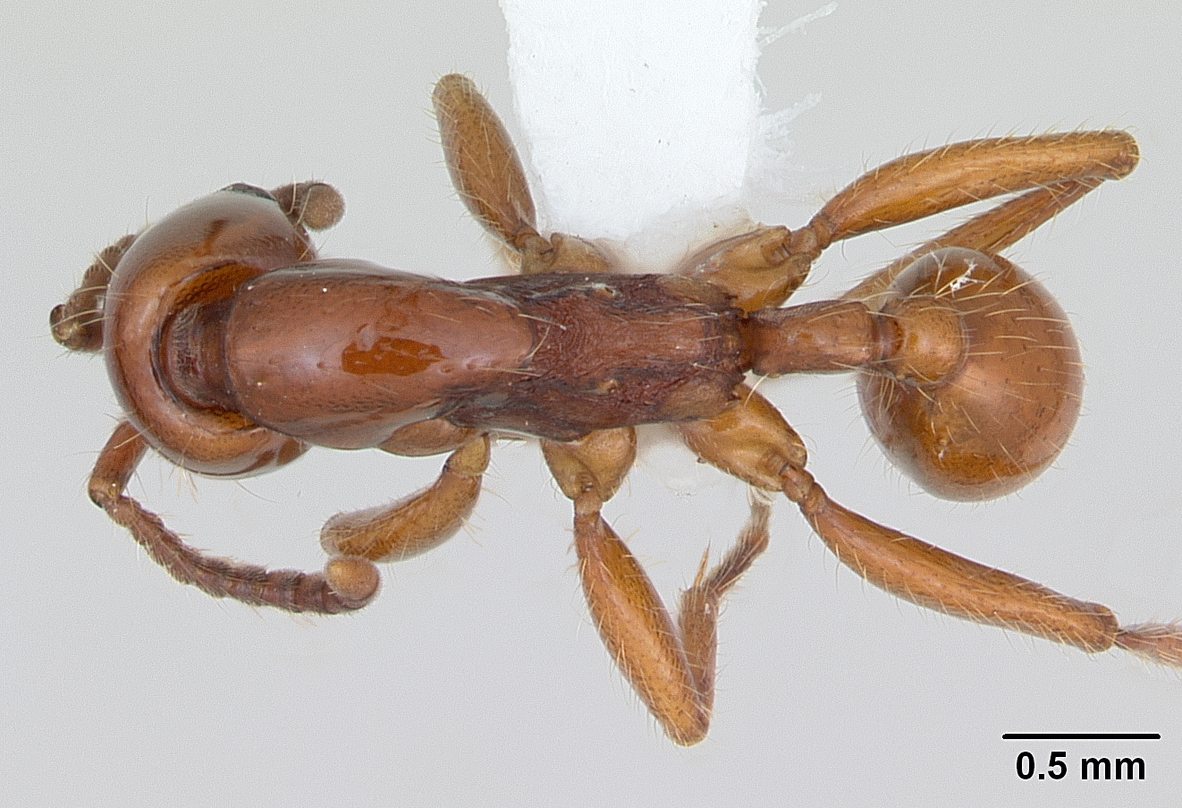
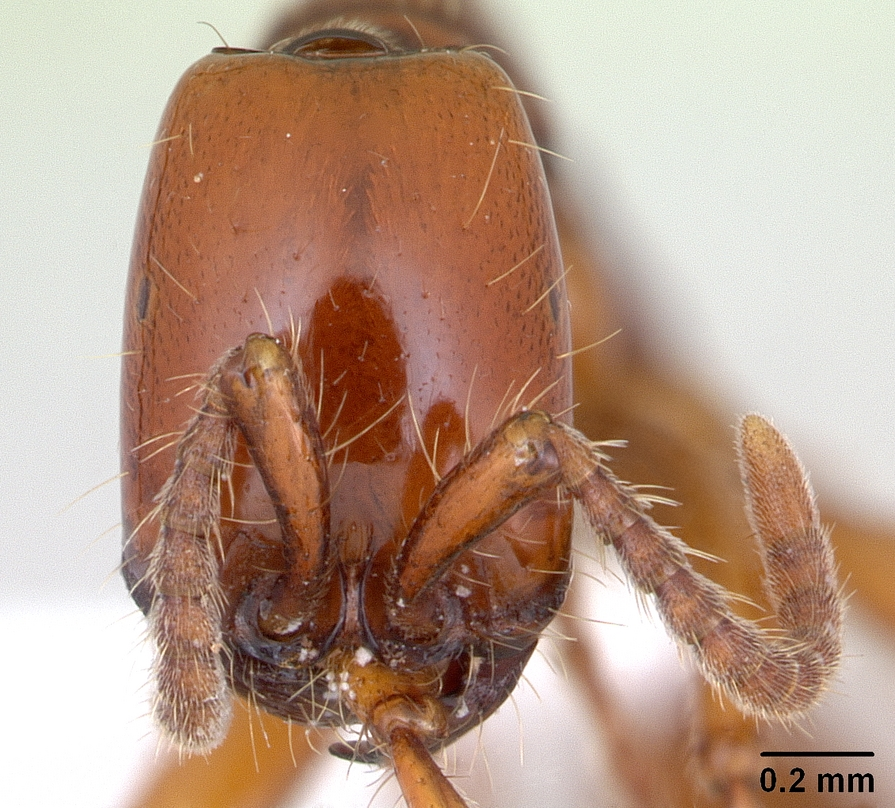